# Đuriselo
Đuriselo (cyr. Ђурисело) – wieś w Serbii, w okręgu szumadijskim, w mieście Kragujevac. W 2011 roku liczyła 736 mieszkańców.